# Be Melodramatic
Be Melodramatic (título original hangul: 멜로가 체질; literalmente «Melo se adapta a mí»; RR: Melloga Chejil) es una serie de televisión surcoreana de 2019 dirigida por Lee Byeong-heon y Kim Hye-young, y protagonizada por Chun Woo-hee, Jeon Yeo-been, Han Ji-eun, Ahn Jae-hong y Gong Myung. Se transmitió por la red de cable JTBC los viernes y sábados a las 20:30 (hora local coreana) del 9 de agosto al 28 de septiembre de 2019.

## Sinopsis
La serie es una comedia romántica que describe la vida diaria, las relaciones y las preocupaciones de tres amigas íntimas treintañeras, Lim Jin-joo, Lee Eun-jung y Hwang Han-joo.
Jin-joo es una escritora que tiene su primera oportunidad de escribir una serie de televisión de dieciséis episodios y, en el proceso, se enamora de su director, Son Beom Soo ( Ahn Jae-hong), y él de ella, aunque la relación al principio no es fácil. Mientras Jin-joo escribe el programa y Beom-soo lo desarrolla, sus vidas personales y profesionales se entrelazan de maneras inesperadas.
Eun-jung es una realizadora de documentales que no ha superado la muerte prematura de su prometido por cáncer. Pero ella tiene éxito profesionalmente. Durante gran parte de la serie, se dedica a realizar un documental sobre una actriz de segundo nivel, Lee So Min (Lee Joo-bin), quien termina siendo considerada para un papel en la serie de Jin-joo y Beom-soo.
Han-joo es una madre soltera que trabaja para una empresa de mercadeo y producción. Uno de sus trabajos es asegurarse de que las empresas de producción que han aceptado la colocación de productos de su empresa cumplan con sus compromisos, una responsabilidad que ella ejecuta con inventiva. Ella asciende de categoría y su compañía termina trabajando en la serie de Jin-joo y Beom-soo.

## Reparto

### Principal
- Cheon Woo-hee como Im Jin-joo, una guionista novata de series de televisión que trabaja en su primer drama con Beom-soo. Había roto con su novio, después de salir con él durante siete años.[3][4]
- Jeon Yeo-bin como Lee Eun-jung, directora de documentales, CEO y única empleada de su empresa. Sufre trastorno de estrés postraumático a consecuencia de la muerte de su novio, y a menudo, se lo imagina y habla con él.[3]
- Han Ji-eun como Hwang Han-joo, la dirigente del equipo de mercadotecnia de una compañía de producción de series televisivas. Es también madre soltera.[3]
- Ahn Jae-hong como Son Beom-soo, un famoso director de series que ha filmado cinco éxitos consecutivos.[5]
- Gong Myung como Choo Jae-hoon, un empleado nuevo en el equipo de mercadotecnia de Han-joo. Parece tener una relación complicada con su novia.[6]

### Secundario

#### Personas cercanas a Jin-joo
- Lee Yoo-jin como Kim Hwan-dong, exnovio de Jin-joo y asistente de dirección de Beom-soo.[7]
- Baek Ji-won como Jung Hye-jung, una guionista de prestigio en la industria televisiva, que contrata a Jin-joo como ayudante.[8][9]
- Baek Soo-hee como Im Ji-young, la hermana menor de Jin-joo.[10][11]
- Kang Ae-shim como la madre de Jin-joo.[12]

#### Personas cercanas a Eun-jung
- Yoon Ji-on como Lee Hyo-bong, el hermano menor de Eun-jung y vive con ella. Es también productor de series televisivas. Tiene una relación con otro productor masculino.[13]
- Han Joon-woo como Hong Dae, el novio de Eun-jung hasta su muerte por enfermedad, muerte que ella aún no ha superado: a menudo se le aparece en su imaginación y habla con él, incluso en público.
- Lee Joo-bin como Lee So-min, una actriz bastante famosa, enemistada con Eun-jung. Ambas habían sido amigas antes de que So-min accediera a la fama.[14]
- Ryu Abel como Kim Ah-rang, directora de documentales y amiga de Eun-jung.[15][16]

#### Personas cercanas a Han-joo
- Seol Woo-hyung como Hwang In-kook, el hijo de Han-joo. A veces le cuesta no tener a su padre cerca.
- Kim Young-ah como Lee So-jin, CEO de la compañía productora de series donde trabaja Han-joo.[17]
- Lee Hak-joo como Noh Seung-hyo, el exesposo de Han-joo y padre de In-kook. Sedujo a Han-joo cuando ella era estudiante universitaria y la dejó porque no estaba satisfecho con su vida.

#### Personas cercanas a Beom-soo
- Jung Seung-kil como Sung In-jong, director de la empresa de radiodifusión JBC donde trabaja Beom-soo.
- Huh Joon-seok como Seo Dong-ki, compañero de trabajo y amigo de Beom-soo. A menudo no le da buenos consejos a Beom-soo.[18]
- Lee Ji-min como Da-mi, nutricionista; trabaja en la cafetería de JBC; le ha confesado su amor a Beom-soo.[19]
- Nam Young-joo como Sol-bi, la exnovia de Beom-soo. Es una letrista que a veces trabaja con Hyo-bong.

#### Otros
- Kim Myung-joon como Lee Min-joon, el representante de So-min. Está muy dedicado a su trabajo y parece estar enamorado de ella.
- Mi Ram como Ha Yoon. La novia de Jae-hoon.
- Song Duk-ho como un amigo de Jae-hoon.
- Park Hyung-soo como el presidente So.[20]
- Han Jae-yi como Cheon Yi-seul.

### Apariciones especiales
- Jin Seon-kyu como un actor (ep. 1, 16).[21]
- Lee Ha-nee como una actriz (ep. 1).[21]
- Kim Do-yeon como ella misma (ep. 2–3).[22]
- Weki Meki como ellos mismos (ep. 3).[23]
- Yang Hyun-min como un actor (ep. 4, 6).[24]
- Son Seok-koo como Kim Sang-soo (ep. 10, 12–16).[25]
- Jung So-min como Seon-joo (ep. 16).[26]
- Lee Hak-joo como Noh Seung-hyo (ep. 1 y 4).

## Producción
Lee Byeong-heon, quien coescribió y codirigió la serie, comenzó a trabajar en ella en 2015 después del lanzamiento de su película Twenty. Afirmó que «quería hablar de las historias de personas, no solo de mujeres, que estaban comenzando de nuevo después de salir de sus relaciones. Esta historia era demasiado para girar en dos horas, así que optó por un formato de drama». Para construir la historia se sirvió de las notas escritas en sus diez de años de experiencia en televisión.
El título provisional de la serie era Yeouido Scandal (여의도 스캔들). Originalmente estaba programado para transmitirse por el canal de cable tvN en 2017 después de A Korean Odyssey, aunque después no se llevó a cabo.
La primera lectura de guion tuvo lugar el 13 de marzo de 2019 en Sangam-dong, Seúl.
El 12 de julio de 2019, el actor Oh Seung-yoon, que había sido elegido para el papel de Lee Hyo-bong, fue retirado del drama tras haber sido arrestado por ayudar e incitar a conducir en estado de ebriedad.  Como el equipo necesitaba volver a filmar todas sus escenas del episodio 1 al 14, el estreno se retrasó dos semanas, del 26 de julio al 9 de agosto.  El 19 de julio, se confirmó que Oh Seung- Yoon había sido reemplazado por Yoon Ji-on.

## Banda sonora original

### Parte 1
| Released on 2019 de agosto del 10 |                       |             |          |  |
| N.º                               | Título                | Artista     | Duración |  |
| 1.                                | «Consolation» (위로)  | Kwon Jin-ah | 3:16     |  |
| 2.                                | «Consolation» (Inst.) |             | 3:16     |  |

### Parte 2
| Released on 2019 de agosto del 17 |                        |             |          |  |
| N.º                               | Título                 | Artista     | Duración |  |
| 1.                                | «Undecided» (작가미정) | Shin In-ryu | 3:49     |  |
| 2.                                | «Undecided» (Inst.)    |             | 3:49     |  |

### Parte 3
| Released on 2019 de agosto del 23 |                                                                                   |                |          |  |
| N.º                               | Título                                                                            | Artista        | Duración |  |
| 1.                                | «Your Shampoo Scent In The Flowers» (흔들리는 꽃들 속에서 네 샴푸향이 느껴진거야) | Jang Beom-june | 2:48     |  |
| 2.                                | «Your Shampoo Scent In The Flowers» (Inst.)                                       |                | 2:48     |  |

### Parte 4
| Released on 2019 de agosto del 31 |                     |               |          |  |
| N.º                               | Título              | Artista       | Duración |  |
| 1.                                | «Fake» (거짓말이네) | Yoo Seung-woo | 3:10     |  |
| 2.                                | «Fake» (Inst.)      |               | 3:10     |  |

### Parte 5
| Released on 2019 de septiembre del 7 |                     |              |          |  |
| N.º                                  | Título              | Artista      | Duración |  |
| 1.                                   | «Moonlight»         | Ha Hyun-sang | 3:28     |  |
| 2.                                   | «Moonlight» (Inst.) |              | 3:28     |  |

### Parte 6
| Released on 2019 de septiembre del 14 |                         |         |          |  |
| N.º                                   | Título                  | Artista | Duración |  |
| 1.                                    | «Far From Melo»         | ZEEBOMB | 4:29     |  |
| 2.                                    | «Far From Melo» (Inst.) |         | 4:29     |  |

### Parte 7
| Released on 2019 de septiembre del 21 |                                                   |              |          |  |
| N.º                                   | Título                                            | Artista      | Duración |  |
| 1.                                    | «Your Shampoo Scent In The Flowers» (Actors Ver.) | Chun Woo-hee | 3:21     |  |
| 2.                                    | «Your Shampoo Scent In The Flowers» (Ballad Ver.) | SAya         | 4:46     |  |

### Parte 8
| Released on 2019 de septiembre del 28 |                          |               |          |  |
| N.º                                   | Título                   | Artista       | Duración |  |
| 1.                                    | «Moonlight» (Cello Ver.) | Hong Jin-ho   | 3:30     |  |
| 2.                                    | «Slow Step»              | Jion Yun      | 3:49     |  |
| 3.                                    | «Smells»                 | Nam Young-joo | 3:03     |  |
| 4.                                    | «Fake» (Folk Ver.)       | Lundi Blues   | 3:12     |  |

## Recepción y audiencia
Hwang Jin-mi (Hankyoreh), lamenta que haya poca interacción entre las tres protagonistas femeninas; para ella, la serie sigue aún el cliché de que «el amor de un hombre tiene una influencia absoluta en el trabajo y la vida de las mujeres», aunque ve motivos de esperanza en las relaciones y evolución de algunos personajes, y en particular en el liderazgo de Lee So-jin, la directora de la empresa de producción televisiva. En general, las tres protagonistas de Be Melodramatic siguen una estructura de género anticuada respecto a las tres protagonistas de Search: www, que separan el trabajo de las citas románticas.
La serie obtuvo en general unos índices de audiencia poco superiores al 1 %, por debajo de las expectativas generadas antes de su emisión, sobre todo por el éxito de taquilla de su director Lee Byeong-heon con el filme del mismo año Extreme Job. Sin embargo, los clips de YouTube registraron un número de accesos similar al de otras series de éxito, y también aumentó su impacto gracias a su difusión posterior por plataformas audiovisuales.
| Ep. | Fecha de emisión         | Título | AGB Nielsen (Corea del Sur) |
| --- | ------------------------ | --- | --------------------------- |
| 1 | 9 de agosto de 2019      | I'm Not Going to Like Something Like Love (나는 사랑 같은 거 안 해)                                                            | 1,790 %                     |
| 2 | 10 de agosto de 2019     | If He's a Director, Shouldn't He Have a Girlfriend? The Thing is He Has No Luck^^ (감독이면 여친 없겠네요? 재수 없어서^^)      | 1,035 %                     |
| 3 | 16 de agosto de 2019     | Are You on the Side of the Man I Like? (제가 좋아하는 남자 쪽에 속하나요?)                                                     | 1,723 %                     |
| 4 | 17 de agosto de 2019     | Are You Going to Transfer? What a Philanthropist! (갈아탈 텐가? 이런 박애주의자!)                                              | 1,531 %                     |
| 5 | 23 de agosto de 2019     | It's Not Going to Be Easy, But It's Going to Be a Lot of Fun. Good Luck to Us (쉽진 않겠지만 엄청 재밌을거예요. 잘해봐요 우리) | 1,596 %                     |
| 6 | 24 de agosto de 2019     | You're Growing on Me. You're Growing on Me... (정 들었어요. 정 들었다고...)                                                    | 1,478 %                     |
| 7 | 30 de agosto de 2019     | Can I Kiss You? Only Kiss! (키스해도 돼요? 키스만!)                                                                            | 1,544 %                     |
| 8 | 31 de agosto de 2019     | I Don't Know How I Used to Be... (모르겠어 내가 어땠는지...)                                                                   | 1,190 %                     |
| 9 | 6 de septiembre de 2019  | Why Are You Hesitating, Are You Excited, By Any Chance? (뭘 망설여, 설레고 그러냐 혹시?)                                       | 1,521 %                     |
| 10 | 7 de septiembre de 2019  | Is Something Making You Jealous? (뭔가 질투가 난달까?)                                                                         | 1,849 %                     |
| 11 | 13 de septiembre de 2019 | There's Something I Need to Figure Out... My Heart That Likes the Writer (해결해야 될 일이 있어요… 작가님 좋아하는 내 마음)    | 1,016 %                     |
| 12 | 14 de septiembre de 2019 | Love Is The Best Thing In The World (사랑은 세상에서 제일 좋은 것)                                                             | 1,324 %                     |
| 13 | 20 de septiembre de 2019 | Why Are You Getting Out of There...? (네가 거기서 왜 나와...?)                                                                 | 1,270 %                     |
| 14 | 21 de septiembre de 2019 | Do You Want Me to Hug You? It's Hard For You... (내가 안아줄까요? 당신 힘드니까...)                                            | 1,651 %                     |
| 15 | 27 de septiembre de 2019 | Today I Should Be a Little Disappointed (오늘은 좀 실망을 해야겠어요)                                                          | 1,489 %                     |
| 16 | 28 de septiembre de 2019 | I've Stayed By My Whole Life At This Temperature (지금 정도의 온도로 평생 옆에 있어♡)                                          | 1,803 %                     |
| Promedio | Promedio                 | Promedio | 1,488 %                     |
| - En la tabla superior, los números azules representan las calificaciones más bajas y los números rojos representan las más altas. - Esta serie se transmite en un canal de cable/televisión de pago, que normalmente tiene una audiencia menor respecto a las emisoras de televisión públicas/gratuitas (KBS, SBS, MBC y EBS). |                          | |                             |

## Premios y candidaturas
| Año  | Premio                       | Categoría                    | Candidato                                         | Resultado | Ref.   |
| ---- | ---------------------------- | ---------------------------- | ------------------------------------------------- | --------- | ------ |
| 2019 | 11th Melon Music Awards      | Mejor BSO                    | Your Shampoo Scent In The Flowers (Jang Beom-jun) | Candidata |        |
| 2019 | 21st Mnet Asian Music Awards | Mejor BSO                    | Your Shampoo Scent In The Flowers (Jang Beom-jun) | Candidata | [ 44 ] |
| 2020 | 56th Baeksang Arts Awards    | Mejor actriz revelación (TV) | Jeon Yeo-been                                     | Candidata | [ 45 ] |